# Yomber Aguado
Pour les articles homonymes, voir Aguado.
Yomber Aguado Crusella, né le 12 janvier 1972, est un footballeur cubain, qui évoluait au poste de défenseur.

## Biographie

### En club
Joueur du FC Pinar del Río, il se distingue lors de la finale-retour du championnat 1999-2000 en marquant le premier but de la victoire 2-1 sur le FC Ciudad de La Habana qui permet à son club d'être sacré champion.
Yomber Aguado a aussi l'occasion d’évoluer en 4e division allemande, d'abord au Bonner SC (1999 et 2000), puis au FSV Zwickau en 2003-2004. Il termine sa carrière en jouant pour des clubs de 6e division (VfL Hohenstein et Rapid Chemnitz).

### En équipe de Cuba
International cubain de 1997 à 1999 (6 sélections, aucun but marqué), Yomber Aguado participe à la Gold Cup 1998 (1er tour) ainsi qu'au tour préliminaire de la Gold Cup 2000.

## Palmarès

### En club
- Champion de Cuba en 1999-2000 avec le FC Pinar del Río.